# Finale UEFA Europa League 2020
De UEFA Europa Leaguefinale van het seizoen 2019/20 was de 49ste finale van een secundaire Europese competitie en de elfde sinds de naamsverandering. De wedstrijd werd gespeeld op 21 augustus 2020 in het RheinEnergieStadion in Keulen. Als maatregel tegen het verspreiden van het coronavirus werd de wedstrijd achter gesloten deuren gespeeld. De winnaar mag het opnemen tegen de winnaar van de Champions Leaguefinale 2020 om de UEFA Super Cup 2020 en kwalificeert zich voor de groepsfase van de Champions League 2020/21.

## Organisatie
Op 24 mei 2018 koos de UEFA Executive Committee het Stadion Energa Gdańsk in Gdańsk als locatie voor de Europa Leaguefinale van 2020. Op 17 juni 2020 werd echter besloten om deze finale te verplaatsen naar 21 augustus 2020 en naar het RheinEnergieStadion in Keulen.
Andrzej Buncol, voormalig international van Polen, was de ambassadeur van de finale. Zelf won hij de finale in 1988 met Bayer Leverkusen tegen Espanyol. In een strafschoppenserie won Bayer Leverkusen met 3–2.
Op 18 augustus 2018 werd bekend gemaakt dat Danny Makkelie de Europa Leaguefinale zal fluiten. Voor hem was het de eerste keer dat hij binnen de lijnen stond bij een grote internationale finale. Hij werd geassisteerd door Mario Diks en Hessel Streegsta als assistent-scheidsrechters. Jochem Kamphuis leidt het VAR-team.

## Voorgeschiedenis

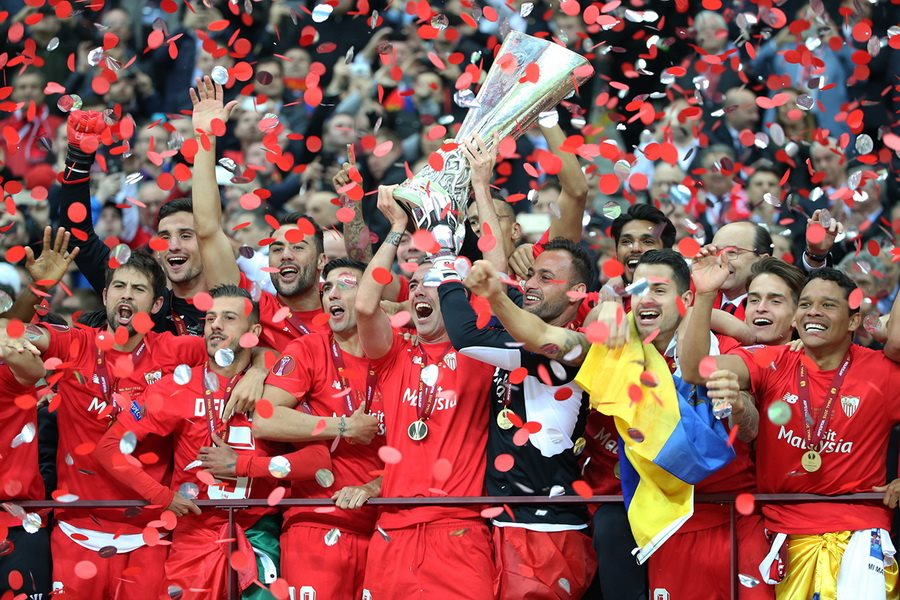
De spelers van Sevilla in 2015 met de Europa League-trofee. Sevilla is recordkampioen (5x) in de Europa League.

Voor Sevilla FC was het de zesde Europa Leaguefinale in de geschiedenis. De vijf finales die aan deze finale voorafgingen, werden allemaal gewonnen, waardoor Sevilla FC recordkampioen is in de Europa League. In 2006 wonnen ze voor het eerst de UEFA Cup door Middlesbrough FC 0–4 te verslaan en een jaar later, in 2007, wonnen ze na strafschoppen de finale van Espanyol. Tussen 2014 en 2016 won Sevilla driemaal op een rij de Europa League. In 2014 won Sevilla na een doelpuntloos gelijkspel in de strafschoppenreeks van SL Benfica (4–2), in 2015 won Sevilla FC met 2–3 van FK Dnipro en in 2016 was Liverpool FC de tegenstander (1–3). Sevilla FC stond nooit in een finale van een ander groot Europees toernooi. Internazionale stond in de jaren '90 vier keer in een finale van de UEFA Cup. Drie van deze finales werden gewonnen. In 1991 van AS Roma (2–1), in 1994 van Casino Salzburg (0–2) en in 1998 van SS Lazio (3–0). In 1997 bleek Schalke 04 te sterk (1–1, 1–4 n.s.). Internazionale stond daarnaast ook vijf keer eerder in de eindstrijd van de Champions League, waarvan er drie werden gewonnen. In 1964 wonnen ze de Europacup I-finale van Real Madrid (3–1) en een jaar later wonnen ze dezelfde prijs tegen SL Benfica (1–0). In 2010 verzekerde Internazionale zich van hun derde Champions League-titel tegen Bayern München (0–2). In 1967 verloor Internazionale de finale van Celtic FC (2–1) en in 1972 werd er met 2–0 verloren van Ajax in De Kuip.
Sevilla FC en Internazionale speelden nooit eerder tegen elkaar, deze Europa Leaguefinale wordt de eerste ontmoeting tussen beide teams. Voor beide trainers is het hun eerste seizoen bij hun club en beide trainers kunnen hun eerste prijs met hun club winnen. Zowel Julen Lopetegui (Sevilla FC) als Antonio Conte (Internazionale) hebben ook nog nooit eerder in hun carrière een internationale prijs gewonnen. Lopetegui bereikte in 2016 wel de finale van de Beker van Portugal met FC Porto. Deze werd na een strafschoppenserie verloren van SC Braga. Conte bereikte met Chelsea FC eerder de finale van de FA Cup in 2017 en 2018. De eerste werd met 2–1 verloren van Arsenal FC, de tweede werd met 1–0 gewonnen van Manchester United. Met Juventus had hij in 2012 de finale van de Coppa Italia bereikt, die met 2–0 werd verloren van SSC Napoli. Eenmaal eerder ging de finale van de Europa League tussen een Spaans en een Italiaans team. In 1977 vertegenwoordigde Juventus FC Italië en leverde Spanje Athletic Bilbao als finalist. Juventus zegevierde nadat de Italiaanse ploeg meer uitdoelpunten maakte.

## Route naar de finale
| Pos. | Land          | GW | W | G | V | DV | DT | +/− | Ptn. |
| ---- | ------------- | -- | - | - | - | -- | -- | --- | ---- |
| 1    | Sevilla FC    | 6  | 5 | 0 | 1 | 14 | 3  | +11 | 15   |
| 2    | APOEL Nicosia | 6  | 3 | 1 | 2 | 10 | 8  | +2  | 10   |
| 3    | FK Qarabağ    | 6  | 1 | 2 | 3 | 8  | 11 | –3  | 5    |
| 4    | PAOK Saloniki | 6  | 1 | 1 | 4 | 8  | 18 | –10 | 4    |

| Pos. | Land              | GW | W | G | V | DV | DT | +/− | Ptn. |
| ---- | ----------------- | -- | - | - | - | -- | -- | --- | ---- |
| 1    | FC Barcelona      | 6  | 4 | 2 | 0 | 9  | 4  | +5  | 16   |
| 2    | Borussia Dortmund | 6  | 3 | 1 | 2 | 8  | 8  | 0   | 10   |
| 3    | Internazionale    | 6  | 2 | 1 | 3 | 10 | 9  | +1  | 7    |
| 4    | Slavia Praag      | 6  | 0 | 2 | 4 | 4  | 10 | –6  | 2    |

### Sevilla FC

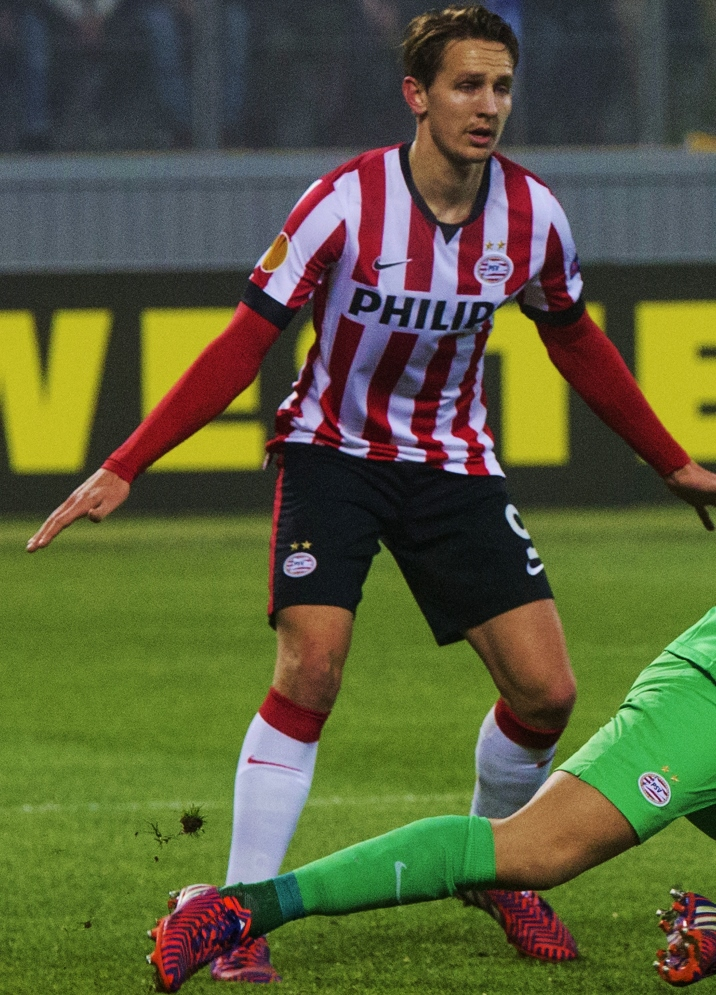
De Jong schoot Sevilla FC met zijn winnende goal in de halve finale tegen Manchester United naar de Europa Leaguefinale.

Tijdens de loting voor de groepsfase op 30 augustus 2019 werd duidelijk dat 5-voudig Europa Leaguewinnaar Sevilla FC het in groep A zou opnemen tegen APOEL Nicosia, FK Qarabağ en F91 Dudelange. Sevilla FC begon het Europa League-avontuur in Azerbeidzjan, tegen Qarabağ. In de eerste helft was er niet gescoord, maar in de tweede helft trok Sevilla FC de wedstrijd naar zich toe met doelpunten van Javier Hernández, Munir en Óliver. Ook de eerste thuiswedstrijd werd gewonnen door Sevilla FC, toen het APOEL Nicosia op bezoek kreeg. Een doelpunt van Hernández in de eerste helft was genoeg voor de drie punten. In de thuiswedstrijd tegen F91 Dudelange was Franco Vázquez verantwoordelijk voor de 1–0 en de 2–0, voordat Munir de eindstand op het bord zette door de 3–0 te maken. In de uitwedstrijd in Luxemburg tegen deze tegenstander kwam Sevilla FC in de 67ste minuut op een 0–5 voorsprong door twee goals van Moanes Dabour en een hattrick van Munir. Hierna volgden twee doelpunten aan de kant via F91 Dudelange, via Danel Sinani, maar het lukte F91 Dudelange niet om het nog spannend te maken. Door deze zege was Sevilla FC, met nog twee groepswedstrijden te gaan, al verzekerd van de eerste plaats in de groep. In de thuiswedstrijd tegen FK Qarabağ opende Bryan Gil de score rond het uur. Deze werd in de blessuretijd verdubbeld door Dabour. De laatste wedstrijd eindigde in het eerst puntverlies voor Sevilla FC. APOEL scoorde het enige doelpunt van de wedstrijd via Vujadin Savić. Vlak voor dat doelpunt miste Dabbur een strafschop aan de kant van Sevilla FC.
In de zestiende finale moest Sevilla FC het opnemen tegen het Roemeense CFR Cluj. In de uitwedstrijd kwam Sevilla FC op een achterstand na een rake strafschop van Ciprian Deac. In de 82ste minuut maakte Youssef En-Nesyri echter een belangrijk uitdoelpunt, waarna de heenwedstrijd eindigde in een 1–1 gelijkspel. De terugwedstrijd eindigde ook in een gelijkspel. Er werd niet gescoord, waardoor Sevilla FC door meer gescoorde uitdoelpunten door mocht. In de blessuretijd kwam CFR Cluj nog met tien man te staan nadat Mihai Bordeianu zijn tweede gele kaart te zien kreeg. Nadat de Europa League een tijdje stil lag als maatregel tegen het verspreiden van het coronavirus, vervolgde Sevilla FC de jacht naar de finale met een enkele wedstrijd tegen AS Roma in de achtste finale. Zowel Sergio Reguilón als En-Nesyri waren trefzeker in de eerste helft. De ruststand van 2–0 werd ook de eindstand. In de tiende minuut van de blessuretijd kreeg AS Roma-verdediger Gianluca Mancini nog een rode kaart te zien. In de kwartfinale kreeg Sevilla FC het Engelse Wolverhampton Wanderers als tegenstander. Vroeg in de wedstrijd kreeg Raúl Jiménez vanaf elf meter een kans om Wolverhampton Wanderers op een voorsprong te zetten, maar hij miste. In de slotfase van de wedstrijd was Lucas Ocampos de gevierde man. Hij was verantwoordelijk voor de enige treffer van de wedstrijd, met als gevolg dat Sevilla FC zich plaatste voor de halve finale. Hierin was Manchester United de tegenstander. De Engelse ploeg kwam in de negende minuut op een 0–1 voorsprong. Bruno Fernandes benutte eens strafschop. Het lukte Sevilla FC om deze achterstand voor de rust weg te poetsen, met de gelijkmaker van Suso. In de 78ste minuut zorgde Luuk de Jong voor de winnende treffer voor Sevilla FC , waardoor Sevilla FC zich kwalificeerde voor de finale.

### Internazionale

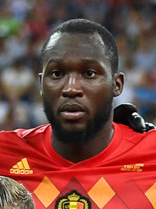
Lukaku scoorde, evenals Martínez, zeven doelpunten op weg naar de Europa Leaguefinale. Vijf hiervan kwamen in het Europa League-toernooi.

Internazionale begon het Europese seizoen 2019/20 in de Champions League. Tijdens de loting voor de groepsfase van dit toernooi op 29 augustus werd duidelijk dat Internazionale het in groep F moest gaan opnemen tegen FC Barcelona, Borussia Dortmund en Slavia Praag. Het avontuur van Internazionale begon vrij teleurstellend met de thuiswedstrijd tegen Slavia Praag. In de tweede helft kwam Slavia Praag op voorsprong in Milaan, via Peter Olayinka. In de blessuretijd redde Nicolò Barella een punt voor Internazionale. Vervolgens ging Internazionale op bezoek bij FC Barcelona in Camp Nou. In de tweede minuut al zette Lautaro Martínez de Italianen op voorsprong, maar door twee doelpunten van Luis Suárez won FC Barcelona met 2–1. In de thuiswedstrijd tegen Borussia Dortmund boekte Internazionale de eerste overwinning. Opnieuw was het Martínez die Internazionale op voorsprong schoot. Hij had de kans om vanaf de penaltystip de score te verdubbelen, maar hij miste. Vlak voor tijd werd de score alsnog verdubbeld, door Antonio Candreva. Op bezoek bij Borussia Dortmund begon Internazionale goed. Bij rust stond het 2–0 in het voordeel van Internazionale. Martínez en Matías Vecino waren de doelpuntenmakers. In de tweede helft gaf Internazionale de voorsprong echter uit handen en ging Borussia Dortmund er met de drie punten vandoor. Rechtsback Achraf Hakimi scoorde tweemaal voor Borussia Dortmund, het andere doelpunt kwam op naam Julian Brandt. In de uitwedstrijd tegen Slavia Praag zette Martínez zijn vierde en vijfde Champions League-doelpunt van het seizoen achter zijn naam. Tussen zijn doelpunten in waren ook Tomáš Souček met een benutte strafschop aan de kant van Slavia Praag en Romelu Lukaku aan de kant van Internazionale trefzeker (1–3). Als Internazionale in de laatste wedstrijd tegen FC Barcelona het resultaat van Borussia Dortmund tegen Slavia Praag evenaarde, zou Internazionale doorstomen naar de knock-outfase van de Champions League. Dit gebeurde echter niet. In de eerste helft in Stadio Giuseppe Meazza scoorde beide partijen, via Carles Pérez en Lukaku. Een laat doelpunt van Ansu Fati was Internazionale te veel. Ondertussen won Borussia Dortmund van Slavia Praag, waardoor Internazionale na de winter uitkwam in de Europa League.
In de zestiende finale van de Europa League nam Internazionale het op tegen Bulgaarse PFK Ludogorets. In de heenwedstrijd was er halverwege nog niet gescoord. In de 71ste minuut brak winteraankoop Christian Eriksen de ban. Diep in de blessuretijd zorgde Lukaku met een benutte strafschop ook voor het tweede uitdoelpunt van Internazionale. In de terugwedstrijd in Milaan kwam PFK Ludogorets op voorsprong. Zes minuten later zorgde Cristiano Biraghi echter al voor de gelijkmaker. Vlak voor rust zorgde Lukaku voor een voorsprong voor Internazionale. Over twee wedstrijden mochten de Italianen zegevieren doordat er met 4–1 werd gewonnen. De achtste finale en verdere rondes werd later gespeeld dan gepland, en slechts over één wedstrijd i.p.v. twee. Het Spaanse Getafe CF was de tegenstander van Internazionale in de achtste finale. Lukaku scoorde het openingsdoelpunt. Daarmee werd het zijn vierde internationale wedstrijd op rij waarin hij trefzeker was. In de 83ste minuut verdubbelde Eriksen de score, een paar minuten na de gemiste strafschop bij Getafe, van Jorge Molina. 2–0 was de eindstand. In de kwartfinale was het Duitse Bayer Leverkusen de tegenstander. Barella zorgde in de vijftiende minuut voor de 1–0. Zes minuten later belandde ook Lukaku op het scorebord en weer vier minuten later was ook Bayer Leverkusen trefzeker, via Kai Havertz. Ondanks de doelpuntrijke start, werd er later in de wedstrijd niet meer gescoord. Door de 2–1 winst mocht Internazionale door naar de laatste vier. Daar was Shakhtar Donetsk de laatste horde voor de finale. In de rust tegen het Oekraïense team leidde Internazionale, dankzij een doelpunt van Martínez. In de tweede helft ging het makkelijk voor Internazionale. Vier doelpunten werden gemaakt en er werd met 5–0 gewonnen. Martínez scoorde zijn tweede doelpunt, Lukaku scoorde tweemaal waardoor hij in zes internationale wedstrijd achter elkaar trefzeker was, en ook Danilo D'Ambrosio eindigde op het scoreformulier.

## Wedstrijd

### Eerste helft
In slechts de derde minuut van de wedstrijd kreeg Internazionale al een strafschop toegekend na een overtreding van Diego Carlos op Romelu Lukaku en kreeg Diego Carlos een gele kaart. Lukaku schoot in de linkerbenedenhoek raak en zette Internazionale vroeg op een 0–1 voorsprong. De spelers van Internazionale konden daar echter niet lang van genieten omdat de spits van Sevilla FC, Luuk de Jong, in de twaalfde minuut de gelijkmaker maakte. Al vallend kopte hij een voorzet van Jesús Navas binnen. Na een kwartier gespeeld te hebben wilde Internazionale een tweede penalty nadat Diego Carlos hands gemaakt zou hebben, maar scheidsrechter Danny Makkelie wees niet naar de stip. Antonio Conte, de trainer van Internazionale, kreeg wel een gele kaart voor het protesteren. Vervolgens kreeg Danilo D'Ambrosio een kans om Internazionale weer op voorsprong te schieten, maar dit deed hij niet. Eventjes later ging Lautaro Martínez naar de grond in het strafschopgebied van Sevilla FC, maar Makkelie gaf opnieuw geen strafschop. In de 33ste minuut zette Luuk de Jong Sevilla FC voor het eerst in de wedstrijd op voorsprong. Opnieuw scoorde de Nederlander met een kopbal. De assist kwam van Éver Banega vanuit een vrije trap. Slechts drie minuten later bracht Diego Godín Internazionale weer op gelijke hoogte. Ook hij deed dat met zijn hoofd uit een vrije trap, die van Marcelo Brozović. Vlak voor de rust werden er nog gele kaarten uitgedeeld aan Nicolò Barella (Internazionale) en Banega (Sevilla FC). Een kopbal van Lucas Ocampos ging vlak over het doel.

### Tweede helft
De eerste kans van de tweede helft kwam aan de kant van Internazionale, via Roberto Gagliardini. Zijn schot werd echter geblokt door Diego Carlos. Alessandro Bastoni kreeg in de 55ste minuut de eerste gele kaart van de tweede helft. Vervolgens schoot Ashley Young over het doel en werd een poging van Lukaku gered door Yassine Bounou. In de 71ste minuut verliet de geblesseerde Ocampos het veld voor Munir El Haddadi. In de 73ste minuut ontving Gagliardini een gele kaart en mocht Sevilla FC een vrije trap nemen. Uit die vrije trap schoot Diego Carlos met een omhaal. Doordat Lukaku die bal nog aanraakte, belandde de bal in het doel waardoor Sevilla FC op een 3–2 voorsprong kwam. Bij Internazionale kwamen drie nieuwe spelers het veld in. Victor Moses, Christian Eriksen en Alexis Sánchez vervingen Gagliardini, D'Ambrosio en Martínez. Ook bij Sevilla FC werd op dat moment een wissel uitgevoerd: Franco Vázquez verving Suso. In de 82ste minuut zag Alexis Sánchez zijn schot van de lijn gehaald worden door Jules Koundé. Na deze mogelijkheid werden De Jong en Diego Carlos bij Sevilla FC buiten de lijnen gehaald voor Youssef En-Nesyri en Nemanja Gudelj. Voor de laatste minuten bracht Conte Antonio Candreva in de ploeg voor Godín. De wedstrijd eindigde met een 3–2 winst voor Sevilla FC.

### Wedstrijddetails
|                        |                                    |       |                            |                                                                                        |
| 21 augustus 2020 21:00 | Sevilla FC                         | 3 – 2 | Internazionale             | RheinEnergieStadion, Keulen Toeschouwers: 0 Scheidsrechter: Danny Makkelie (Nederland) |
| 21 augustus 2020 21:00 | De Jong 12', 33' Lukaku 74' (e.d.) |       | 5' (pen.) Lukaku 36' Godín | RheinEnergieStadion, Keulen Toeschouwers: 0 Scheidsrechter: Danny Makkelie (Nederland) |

| Sevilla FC | Internazionale |

| Sevilla FC:     |    |                   |     |     |
|                 |    |                   |     |     |
| GK              | 13 | Yassine Bounou    |     |     |
| RB              | 16 | Jesús Navas       |     |     |
| CB              | 12 | Jules Koundé      |     |     |
| CB              | 20 | Diego Carlos      | 4'  | 86' |
| LB              | 23 | Sergio Reguilón   |     |     |
| RM              | 24 | Joan Jordán       |     |     |
| CM              | 25 | Fernando          |     |     |
| LM              | 10 | Éver Banega       | 45' |     |
| RW              | 5  | Lucas Ocampos     |     | 71' |
| CF              | 19 | Luuk de Jong      |     | 85' |
| LW              | 41 | Suso              |     | 78' |
| Wisselspelers:  |    |                   |     |     |
| GK              | 1  | Tomáš Vaclík      |     |     |
| GK              | 31 | Javi Díaz         |     |     |
| DF              | 3  | Sergi Gómez       |     |     |
| DF              | 18 | Sergio Escudero   |     |     |
| DF              | 36 | Genaro Rodríguez  |     |     |
| DF              | 40 | Pablo Pérez       |     |     |
| MF              | 17 | Nemanja Gudelj    |     | 86' |
| MF              | 21 | Óliver Torres     |     |     |
| MF              | 22 | Franco Vázquez    |     | 78' |
| FW              | 11 | Munir             |     | 71' |
| FW              | 28 | José Lara         |     |     |
| FW              | 51 | Youssef En-Nesyri |     | 85' |
| Coach:          |    |                   |     |     |
| Julen Lopetegui |    |                   |     |     |

| Internazionale:   |    |                     |     |     |
|                   |    |                     |     |     |
| GK                | 1  | Samir Handanović    |     |     |
| CB                | 2  | Diego Godín         |     | 90' |
| CB                | 6  | Stefan de Vrij      |     |     |
| CB                | 95 | Alessandro Bastoni  | 55' |     |
| RM                | 23 | Nicolò Barella      | 41' |     |
| CM                | 77 | Marcelo Brozović    |     |     |
| LM                | 5  | Roberto Gagliardini | 73' | 78' |
| RW                | 33 | Danilo D'Ambrosio   |     | 78' |
| LW                | 15 | Ashley Young        |     |     |
| CF                | 9  | Romelu Lukaku       |     |     |
| CF                | 10 | Lautaro Martínez    |     | 78' |
| Wisselspelers:    |    |                     |     |     |
| GK                | 27 | Daniele Padelli     |     |     |
| DF                | 13 | Andrea Ranocchia    |     |     |
| DF                | 31 | Lorenzo Pirola      |     |     |
| DF                | 34 | Cristiano Biraghi   |     |     |
| DF                | 37 | Milan Škriniar      |     |     |
| MF                | 11 | Victor Moses        |     | 78' |
| MF                | 12 | Stefano Sensi       |     |     |
| MF                | 20 | Borja Valero        |     |     |
| MF                | 24 | Christian Eriksen   |     | 78' |
| MF                | 87 | Antonio Candreva    |     | 90' |
| FW                | 7  | Alexis Sánchez      |     | 78' |
| FW                | 30 | Sebastiano Esposito |     |     |
| Coach:            |    |                     |     |     |
| Antonio Conte 18' |    |                     |     |     |

Overige Europese Bekertoernooien: UEFA Champions League · UEFA Europa Conference League · UEFA Super Cup · Europacup I (Beker der Landskampioenen) · Europacup II (Beker der Bekerwinnaars) · UEFA Intertoto Cup